# Nihon Ki-in

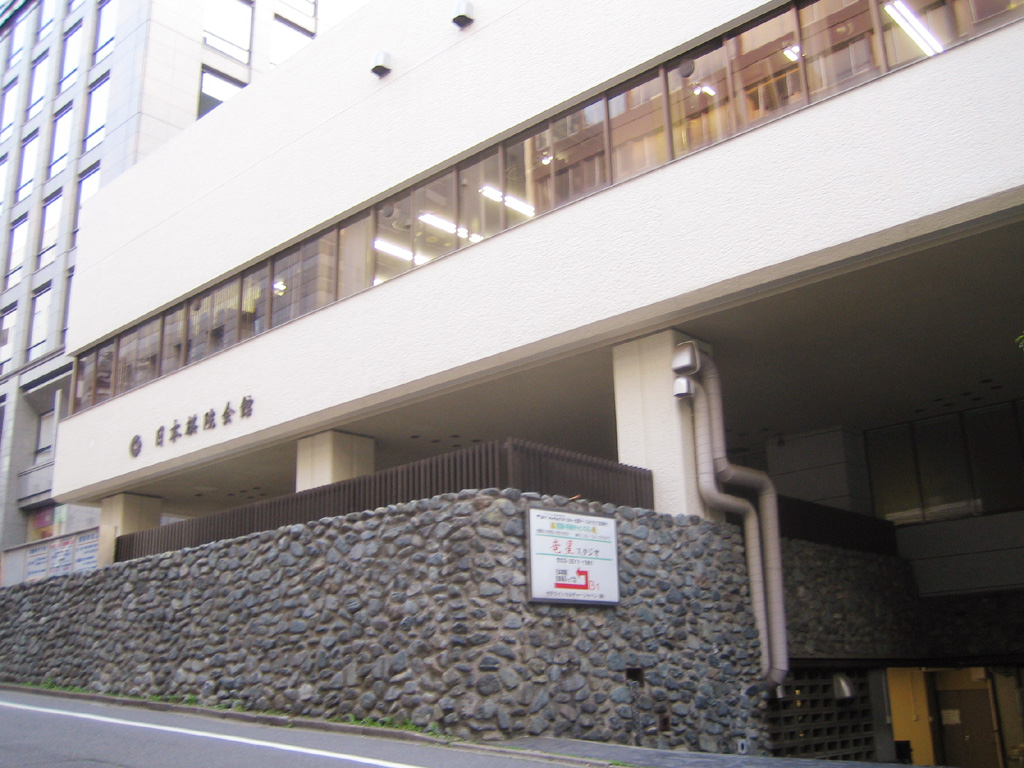
Gmach Nihon Ki-in w dzielnicy Chiyoda w Tokio

Nihon Ki-in (jap. 日本棋院) – największa w Japonii organizacja skupiająca profesjonalnych graczy go, mająca swoją siedzibę w Tokio. Została założona w lipcu 1924 roku.